# Perutz-Stadion
Das Perutz-Stadion ist ein Fußballstadion in der ungarischen Stadt Pápa, Komitat Veszprém im Westen des Landes. Die Anlage diente dem 1995 gegründeten und 2015 wieder aufgelösten Fußballverein Lombard Pápa als Spielstätte. Heute trägt der nachfolgend gegründete Pápai Perutz FC, gegenwärtig in der drittklassigen Nemzeti Bajnokság III, seine Heimspiele in der Anlage aus.

## Geschichte
Das Stadion wurde 1966 eingeweiht. Im Jahr 2002 wurde die Sportstätte einer Renovierung unterzogen. Die 5.500 Plätze des Stadions verteilen sich auf die Haupttribüne, die mittig über eine kleine Überdachung verfügt und über die gesamte Spielfeldlänge geht. Die unüberdachte Gegengerade erstreckt sich von der Mittellinie bis an den Strafraum. Die Bestuhlung aus Kunststoffsitzen ist in den Vereinsfarben Blau und Gelb gehalten. 
Der Hintertorbereich im Osten wird von einem grasbewachsenen Erdwall umschlossen. Hinter dem Tor im Westen befindet sich das Vereinsgebäude. Auf einer balkonartigen V.I.P.-Loge lässt sich das Spielgeschehen verfolgen. Am Clubhaus ist auch die kleine Anzeigetafel für Spielzeit und Spielstand angebracht. Die Flutlichtanlage auf vier Masten entspricht den Anforderungen der ersten ungarischen Liga NB I. und lässt Liveübertragungen zu. Des Weiteren verfügt das Spielfeld aus Naturrasen über eine automatische Bewässerungsanlage. Neben dem Stadion liegt ein Kunstrasenplatz.
Der Besucherrekord stammt vom 7. November 2009, als Ferencváros Budapest im Stadion von Pápa zu Gast war. Die Hausherren unterlagen vor 5.500 Zuschauern dem FTC mit 0:1 Toren.
Am 8. März 2014 wurden vom Verein Pläne für den Um- und Ausbau auf 6.000 bis 8.000 Plätze vorgestellt. Ferner soll das Spielfeld eine Rasenheizung erhalten. Das finanzielle Volumen der Arbeiten soll 800 Mio. HUF (etwa 2,6 Mio. €) umfassen.

## U-19-Fußball-Europameisterschaft 2014
Das Stadion war im Juli des Jahres eine von insgesamt vier Spielstätten der U-19-Fußball-Europameisterschaft 2014. Während des Turniers boten sich 3.118 Plätze. Die weiteren Stadien waren das Szusza Ferenc Stadion (Budapest), der ETO Park (Győr) und die Pancho Arena (Felcsút).